# Strada statale 617 Bronese
La strada statale 617 Bronese (SS 617) è una strada statale italiana, chiamata anche Strada del Vino. Nel 2001 è stata classificata come strada provinciale in seguito al decreto legislativo n. 112 del 1998, mentre dal 2021 viene riclassificata come statale. Per i primi 7 km circa è conosciuta come tangenziale nord ed est di Pavia.

## Percorso

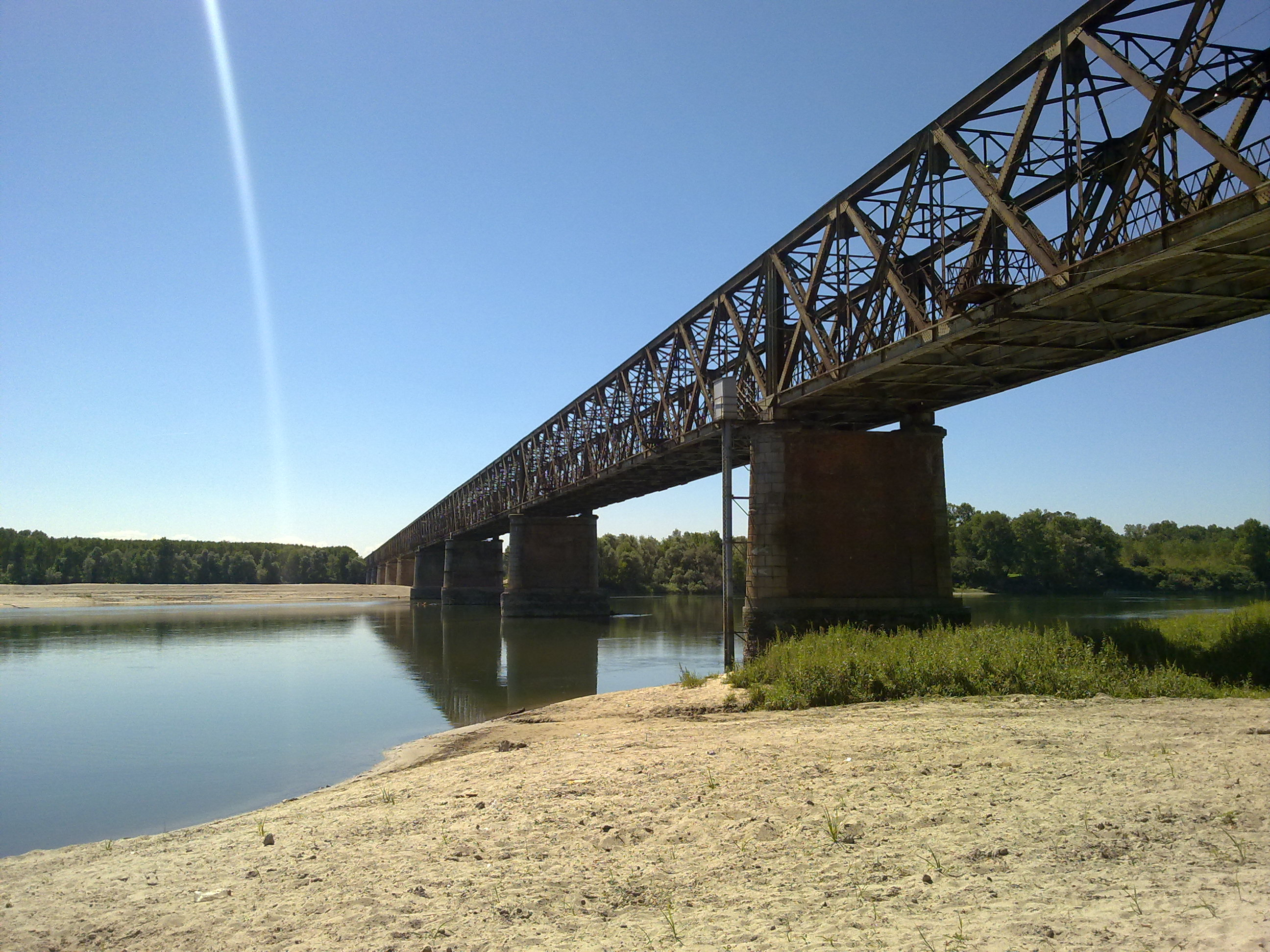
Il Ponte della Becca

Collega il capoluogo provinciale pavese alla città di Broni, uno dei centri principali dell'Oltrepò Pavese. Ha origine nel comune di Pavia, diramandosi dalla tangenziale ovest A54, e termina a Broni, dove s'immette sulla strada statale 10 Padana Inferiore. Nel tratto iniziale ha le caratteristiche di strada a scorrimento veloce e funge da tangenziale del capoluogo. I principali comuni attraversati sono, oltre a Pavia e Broni, Mezzanino, Albaredo Arnaboldi e Campospinoso.
La statale scavalca il Po tramite il Ponte della Becca, interamente costruito in ferro battuto; il ponte sovrasta il fiume nel punto esatto della confluenza col Ticino. Il ponte, per la sua importanza strategica, fu oggetto di numerosi bombardamenti sia tedeschi che alleati durante la seconda guerra mondiale, che lo distrussero parzialmente; nel 1950 fu ricostruito.

## Storia
Già contemplata nel piano generale delle strade aventi i requisiti di statale del 1959, è solo col decreto del Ministro dei lavori pubblici del 19 agosto 1971 che viene elevata a rango di statale coi seguenti capisaldi d'itinerario: "Innesto strada statale n. 234 Codognese al km 5+600 - innesto strada statale n. 10 presso Broni".
In seguito al decreto legislativo n. 112 del 1998, dal 2001 la gestione passò dall'ANAS alla Regione Lombardia, che provvedette al trasferimento dell'infrastruttura al demanio della Provincia di Pavia.
Dal 2021 viene riclassificata come strada statale come parte del piano rientro strade dell'ANAS, che ne riassume la gestione. Al contempo il tracciato viene prolungato verso ovest inglobando la SP69, Tangenziale nord ed est di Pavia.